# سیترین

## سنگ سیترین
سیترین (به انگلیسی: Citrine) با فرمول شیمیایی SiO2 از مجموعه کانی هاست و خواص فیزیکی و شیمیایی این کانی مشابه کوارتز است نام آن از از واژه فرانسوی  به معنی لیموئی گرفته شده‌است. سیترین در رنگ‌های زرد تا نارنجی مایل به قهوه ای و به صورت کریستالی تا خوشه ای یافت می‌شود. محلول در HNO۳ و مقدار Mg تحت تأثیر اسیدها کم می‌شود. MgO:23.41% FeO:41.71% SiO۲:۳۴٫۸۸٪ (خالص ۱/۱: Mg / Fe) (سری ایزومورف فورستریت تافایالیت) برای اولین بار در زیمبابوه کشف شد و از نظر شکل بلور: پهن و کوتاه - ندرتاْ دوهرمی (بی پیرامیدال)، رنگ: زرد روشن تا زرد طلائی، شفافیت: نیمه شفاف، شکستگی: صدفی - تراشه‌ای (خشن)، جلا: شیشه‌ای، رخ: ناقص - مطابق با سطح و در رده‌بندی اکسید است و منشأ تشکیل آن پگماتیتی - هیدروترمال است. همایند کانی‌شناسی (پارانژ) آن - ارتوز- موسکویت است.

### سیترین های بهسازی شده
سیترین طبیعی معمولاً کمیاب تر است و به همین دلیل اغلب سیترین‌های موجود در بازار در واقع آمیتیست هستند که تحت دمای بالا تغییر رنگ از بنفش به زرد می‌دهند. حتی کوارتز دودی در دمایی بین 300 تا 400 درجه سانتیگراد می‌تواند به رنگ زرد تغییر کند. تشخیص سیترین‌های بهسازی شده مشکل است و فقط یک کارشناس در آزمایشگاه گوهرشناسی می‌تواند تشخیص دهد.

## معادن سیترین
برزیل صادرکننده بزرگ سیترین در جهان است.از دیگر کشورهایی که این کانی در آنجا یافت می‌شود عبارت انداز:آمریکا، بولیوی، اسپانیا، ماداگاسکار، آرژانتین، هند و برخی کشورهای آفریقایی یافت می‌شود. در ایران سنگ سیترین در کوه‌های مازندران، همدان، کرمان، قم و کرمانشاه یافت می‌شود. نمونه‌های سیترین ایرانی غالبا دارای کیفیت پایینی بوده و کمتر نمونه‌های با کیفت آن دیده شده‌است.

### بزرگترین سنگ سیترین سیترین
نمونه ای از سنگ سیترین به وزن 20200 قیراط در اسپانیا یافت شده که به مالاگا (Malaga نام شهری در اسپانیا) معروف است. این قطعه در موزه طبیعت اسپانیا قرار دارد.